# Lysandra puncta
Lysandra puncta är en fjärilsart som beskrevs av Tutt 1896. Lysandra puncta ingår i släktet Lysandra och familjen juvelvingar. Inga underarter finns listade i Catalogue of Life.